# Villarta de los Montes
Villarta de los Montes (extremadurai nyelven Villarta los Montis) község Spanyolországban, Badajoz tartományban. Villarta de los Montes Herrera del Duque, Helechosa de los Montes, Horcajo de los Montes, Navalpino, Arroba de los Montes, Puebla de Don Rodrigo és Fuenlabrada de los Montes községekkel határos. Lakosainak száma 395 fő (2024).

## Népesség
A település népessége az utóbbi években az alábbiak szerint változott:
| Lakosok száma | 665  | 611  | 597  | 587  | 575  | 522  | 503  | 437  | 418  | 395  |
|               | 2001 | 2004 | 2006 | 2009 | 2011 | 2014 | 2016 | 2019 | 2021 | 2024 |